# Valle de Chalco Solidaridad
Valle de Chalco Solidaridad è un comune del Messico, situato nello stato di Messico.